# Dualità (matematica)
In matematica il tema della dualità è importante e pervasivo,
ma non vi è una definizione universalmente accettata in grado di unificare
tutte le sue accezioni. 
In linea generale si può dire che una dualità è una endofunzione che agisce su
una teoria matematica, da intendersi come un sistema logicamente coerente di definizioni,
teoremi e strutture, in modo da trasformare tali componenti in altre definizioni, teoremi 
e strutture. 
In gran parte dei casi una dualità consiste in una involuzione, ma non sempre. Si possono quindi distinguere le dualità involutorie dalle non involutorie. Nel seguito di questo articolo, dato che esaminiamo soprattutto le involutorie, le chiameremo semplicemente dualità. 
Nei casi più semplicemente definiti una dualità è una involuzione entro un insieme di formule (ad esempio entro l'insieme delle uguaglianze per i sottoinsiemi di un insieme ambiente) o entro un insieme di strutture (ad esempio l'insieme dei poliedri convessi). 
Il trasformato B di una nozione A da parte di una dualità involutoria d, B:=d(A), si dice duale di A; per il carattere involutorio della endofunzione d(d(A)) = A. In taluni contesti una tale nozione A viene detta primale della B. 
Una nozione che coincide con la propria duale viene detta autoduale: ad esempio sono autoduali l'operazione della complementazione dei sottoinsiemi di un dato insieme e la classe dei tetraedri rispetto alla trasformazione di un poliedro nel suo duale.
L'importanza di una dualità entro una teoria riguarda il fatto che facendo riferimento ad essa la teoria stessa può essere sviluppata più economicamente (si possono risparmiare dimostrazioni di teoremi duali) e può essere esposta più organicamente.

## Dualità per inversione di un ordine
Un'ampia gamma di dualità riguarda insiemi ordinati e si basa sul passaggio da un ordine originario al suo inverso.
La dualità per la teoria generale degli insiemi ordinati si può definire come l'involuzione che ad un poset {\displaystyle (P,\preceq )} fa corrispondere come suo duale il poset {\displaystyle (P,\succeq )} nel quale la relazione {\displaystyle \succeq } è definita come l'insieme delle coppie riflesse di quelle che costituiscono {\displaystyle \preceq }. Per questa dualità si scambiano tra di loro le relazioni 
{\displaystyle \prec } e {\displaystyle \succ }, le nozioni di maggiorante e minorante, le nozioni di supremo e di infimo, le nozioni di massimo e minimo, le nozioni di ideale e di filtro. Una relazione autoduale è la non confrontabilità tra elementi dell'insieme sostegno {\displaystyle P}. 
Esaminiamo ora le caratteristiche di questo genere di dualità in casi specifici di insiemi ordinati.
Molti situazioni concrete sono schematizzate da digrafi ordinati per i quali può essere utile individuare la dualità per inversione dell'ordine. Un tale digrafo riguarda l'insieme degli uomini collegati dalla relazione "discendente di" e questa per dualità diventa la "ascendente di". 
L'insieme degli interi positivi risulta ordinato dalla relazione di divisibilità; per dualità questa diviene la relazione "essere multiplo di".
Di notevole importanza è la dualità per i sottoinsiemi di un dato insieme S 
derivante dallo scambio fra le relazioni {\displaystyle \subseteq } {\displaystyle \supseteq }. Questa involuzione si può far discendere dalla 
trasformazione di un sottoinsieme {\displaystyle A\subseteq S} nel suo complementare
{\displaystyle {\bar {A}}=S\setminus A}.
Alla precedente "dualità insiemistica" si riconducono varie dualità di particolari collezioni di sottoinsiemi di un insieme dato. 
In topologia generale si ha la dualità per uno spazio topologico basata sullo scambio per passaggio al complementare fra i suoi insiemi aperti ed i suoi insiemi chiusi.
In teoria delle matroidi la complementazione fa passare dagli insiemi indipendenti di una data matroide M agli insiemi indipendenti di una matroide chiamata duale della M.